# 朴勲
朴 勲（パク・フン、朝鮮語: 박훈）は、朝鮮民主主義人民共和国の政治家。内閣副総理、朝鮮労働党中央委員会委員、朝鮮マラソン協会委員長。建設建材工業相、内閣第1事務局副局長などを歴任した。

## 経歴
出生地や生年月日は不明。内閣第1事務局副局長を経て、2017年6月に建設建材工業相に任命された。この背景には、金正恩委員長が力を入れていた平壌直轄市大城区域の黎明通り建設の責任者として、正常に完成させたことにたいする恩賞とされる。2018年4月20日に開催された朝鮮労働党中央委員会第7期第3回総会で、党中央委員会委員候補に選出された。2019年3月に最高人民会議第14期代議員に選出され、同年4月に開催された第1回会議で、建設建材工業相に再任された。前日に開催された党中央委員会第7期第4回総会で、党中央委員会委員に補選された。
2021年1月5日から開催された朝鮮労働党第8次大会で中央委員会委員に再選され、1月17日に開催された最高人民会議第14期第4回会議で建設建材工業相から内閣副総理に転じた。

## 参考サイト
- 북한정보포털

| 先代董正浩 | 建設建材工業相2017年 - 2021年 | 次代徐鍾鎮 |